# Такахаси, Такако
Такако Такахаси (яп. 高橋 たか子 Такахаси Такако, 2 марта 1932 года — 12 июля 2013 года) — японская писательница, один из ключевых авторов в современной японской христианской литературе. Имя Такако изначально записывалось иероглифами 和子. Произведения отличаются модернистским письмом, глубоким психологизмом, погружением в работу подсознания и фантастическими мотивами. Основные темы её творчества: безумие и зло, драма побега женщин от одиночества из окружающей их стерильной реальности в иллюзорные миры, конструирование ими смысла собственного существования через грех. Сочинения: «Звук воды издалека» (彼方の水音, 1971), «До края неба» (空の果てまで, премия Тамуры, 1973), «Соблазнительница» (誘惑者, 1976, премия Идзуми, по мотивам самоубийства студентки на вулкане Михараяма), «Одинокая» (ロンリー・ウーマン, 1977, премия женской литературы), «Любовь к кукле» (人形愛, 1978), «Подпоясайся, душа моя!» (装いせよ、わが魂よ, 1982), «Исчадие» (怒りの子, 1985, премия «Ёмиури») и др. На русский язык переведены новеллы «Любовь к кукле» и «Томление».

## Биография
Родилась в Киото в семье архитектора. В 1954 году окончила университет Киото (филологический факультет, отделение французской литературы). В студенческие годы познакомилась с впоследствии видным писателем и китаеведом Кадзуми Такахаси, за которого вышла замуж. После университета продолжила образование, специализируясь на французской литературе. Магистерская диссертация, защищённая в 1958 году, была посвящена творчеству Мориака. Кадзуми Такахаси, получив в 1962 году премию журнала «Бунгэй» для дебютантов, начал активную литературную деятельность, в то время как Такако вплоть до 1969 года, когда в «Гундзо» была опубликована её новелла «Господин ребёнок» (子供さま), довольствовалась в основном эссе и переводами. Только после преждевременной смерти мужа от рака в 1971 году она стала активно писать и печататься.
Широкое признание к ней пришло в 1973 году с повестью «До края неба» (空の果てまで, премия Тамуры). Одним из поворотных событий в жизни Такахаси стало принятие крещения по католическому обряду в 1975 году. Начиная со второй половины 1980-х постепенно отдалилась от литературного мира и писательской деятельности вообще. Приняв постриг в 1986 году, жила в монастыре во Франции. Скончалась 12 июля 2013 года.

## Издания на русском языке
- Любовь к кукле // Дорога к замку: Рассказы / Пер. Г. Чхартишвили. — М.: Известия, 1987. — С. 171—202.
- Томление / Пер. В. Скальника // Современная японская новелла: Сборник. — М.: Радуга, 1985. — С. 164—184.